# Juwet (Kunjang)
Juwet is een bestuurslaag in het regentschap Kediri van de provincie Oost-Java, Indonesië. Juwet telt 3070 inwoners (volkstelling 2010).